# Lac de la Haute-Sûre
Lac de la Haute-Sûre er en kommune og et byområde i Luxembourg. Kommunen, som har et areal på 48,50 km², ligger i kantonen Wiltz i distriktet Diekirch. I 2005 havde kommunen 1.454 indbyggere. 
49°55′12″N 5°50′49″Ø / 49.92°N 5.8469°Ø